# Bocula caradrinoides
Bocula caradrinoides là một loài bướm đêm thuộc họ Noctuidae. Nó được tìm thấy ở Java, Borneo, Hồng Kông và Nhật Bản.
Sải cánh dài khoảng 24 mm.